# Emilie Livingston
Emilie Livingston-Goldbum (Ontario, Canadá; 4 de enero de 1983) es una bailarina, trapecista y contorsionista canadiense, siendo ahora una gimnasta retirada.

## Biografía
A los diez años, se mudó a Moscú para entrenar con gimnastas rusos como Irina Víner y Lusi Dimitrova. 
Livingston ha ganado tres veces el campeonato nacional de Canadá en gimnasia rítmica. En 1999 representó a Canadá en los Juegos Panamericanos en Winnipeg, Manitoba, ganando la medalla de oro en el concurso individual de gimnastas femeninas. Volvió a representar a su país en los Juegos Olímpicos de Sídney 2000, ocupando el puesto nº18 en la competencia individual. Ese año compitió con 167 cm y 38 kg.
En la película Valerian y la ciudad de los mil planetas de 2017, Livingston fue el doble de Rihanna en la escena del Pole Dance. También fue doble de Emma Stone en la oscarizada La La Land, un año antes.

## Vida personal
Livingston se casó con el actor estadounidense Jeff Goldblum el 8 de noviembre de 2014. Su primer hijo, Charlie Ocean, nació el 4 de julio de 2015, y su segundo hijo, River Joe, nació el 7 de abril de 2017.